# Arrondissement Saverne
Das Arrondissement Saverne ist ein Verwaltungsbezirk im Département Bas-Rhin in der Europäischen Gebietskörperschaft Elsass und in der französischen Region Grand Est.

## Geschichte
Am 4. März 1790, mit der Gründung des Départements Bas-Rhin, gehörte das Gebiet vermutlich zum „Distrikt Strasbourg“.
Einige Zeit später wurde der „Distrikt Sarre-Union“ gegründet, der im Wesentlichen mit dem heutigen Arrondissement übereinstimmte.
Mit der Gründung der Arrondissements entstand am 17. Februar 1800 das neue Arrondissement Saverne.
Seit dem 18. Mai 1871 gehörte das Gebiet als Kreis Zabern (frz. Saverne) im Bezirk Unterelsass zum Reichsland Elsass-Lothringen. Der Kreis umfasste damals 1004 km² und hatte 1885 86.558 Einwohner.
Im Zuge der erneuten Eingliederung des Elsass nach Frankreich am 28. Juni 1919 auf Grund des Versailler Vertrages wurde der Name wieder in „Arrondissement Saverne“ umgeändert.
Am 1. Januar 2015 wurde das Département um Gemeinden des aufgelösten Arrondissements Strasbourg-Campagne vergrößert.

## Geografie
Das Arrondissement grenzt im Norden an das Arrondissement Sarreguemines im Département Moselle, im Osten an die Arrondissements Haguenau-Wissembourg und Strasbourg, im Süden an das Arrondissement Molsheim und im Westen an die Arrondissements Sarrebourg, Château-Salins und Forbach im Département Moselle.
Zum Arrondissement gehört das Krumme Elsass.

## Wahlkreise
- Kanton Bouxwiller (mit 52 von 53 Gemeinden)
- Kanton Ingwiller
- Kanton Saverne (mit 38 von 49 Gemeinden)

## Gemeinden
Die Gemeinden des Arrondissements Saverne sind:
| 1. Adamswiller (67002)                   | 2. Alteckendorf (67005)              | 3. Altenheim (Bas-Rhin) (67006)   | 4. Altwiller (67009)                |
| 5. Asswiller (67013)                     | 6. Baerendorf (67017)                | 7. Berg (Bas-Rhin) (67029)        | 8. Berstett (67034)                 |
| 9. Bettwiller (67036)                    | 10. Bischholtz (67044)               | 11. Bissert (67047)               | 12. Bosselshausen (67057)           |
| 13. Bossendorf (67058)                   | 14. Bouxwiller (67061)               | 15. Burbach (67070)               | 16. Bust (67071)                    |
| 17. Buswiller (67068)                    | 18. Butten (67072)                   | 19. Dehlingen (67088)             | 20. Dettwiller (67089)              |
| 21. Diedendorf (67091)                   | 22. Diemeringen (67095)              | 23. Dimbsthal (67096)             | 24. Dingsheim (67097)               |
| 25. Domfessel (67099)                    | 26. Dossenheim-Kochersberg (67102)   | 27. Dossenheim-sur-Zinsel (67103) | 28. Drulingen (67105)               |
| 29. Duntzenheim (67107)                  | 30. Durningen (67109)                | 31. Durstel (67111)               | 32. Eckartswiller (67117)           |
| 33. Erckartswiller (67126)               | 34. Ernolsheim-lès-Saverne (67129)   | 35. Eschbourg (67133)             | 36. Eschwiller (67134)              |
| 37. Ettendorf (67135)                    | 38. Eywiller (67136)                 | 39. Fessenheim-le-Bas (67138)     | 40. Friedolsheim (67145)            |
| 41. Frohmuhl (67148)                     | 42. Furchhausen (67149)              | 43. Furdenheim (67150)            | 44. Geiswiller-Zœbersdorf (67153)   |
| 45. Gœrlingen (67159)                    | 46. Gottenhouse (67161)              | 47. Gottesheim (67162)            | 48. Gougenheim (67163)              |
| 49. Grassendorf (67166)                  | 50. Griesheim-sur-Souffel (67173)    | 51. Gungwiller (67178)            | 52. Haegen (67179)                  |
| 53. Handschuheim (67181)                 | 54. Harskirchen (67183)              | 55. Hattmatt (67185)              | 56. Hengwiller (67190)              |
| 57. Herbitzheim (67191)                  | 58. Hinsbourg (67198)                | 59. Hinsingen (67199)             | 60. Hirschland (67201)              |
| 61. Hochfelden (67202)                   | 62. Hohfrankenheim (67209)           | 63. Hurtigheim (67214)            | 64. Ingenheim (67220)               |
| 65. Ingwiller (67222)                    | 66. Issenhausen (67225)              | 67. Ittenheim (67226)             | 68. Keskastel (67234)               |
| 69. Kienheim (67236)                     | 70. Kirrberg (67241)                 | 71. Kirrwiller (67242)            | 72. Kleingœft (67244)               |
| 73. Kuttolsheim (67253)                  | 74. La Petite-Pierre (67371)         | 75. Landersheim (67258)           | 76. Lichtenberg (67265)             |
| 77. Littenheim (67269)                   | 78. Lixhausen (67270)                | 79. Lochwiller (67272)            | 80. Lohr (67273)                    |
| 81. Lorentzen (67274)                    | 82. Lupstein (67275)                 | 83. Mackwiller (67278)            | 84. Maennolsheim (67279)            |
| 85. Marmoutier (67283)                   | 86. Melsheim (67287)                 | 87. Menchhoffen (67289)           | 88. Minversheim (67293)             |
| 89. Monswiller (67302)                   | 90. Mulhausen (67307)                | 91. Mutzenhouse (67312)           | 92. Neugartheim-Ittlenheim (67228)  |
| 93. Neuwiller-lès-Saverne (67322)        | 94. Niedersoultzbach (67333)         | 95. Obermodern-Zutzendorf (67347) | 96. Obersoultzbach (67352)          |
| 97. Oermingen (67355)                    | 98. Ottersthal (67366)               | 99. Otterswiller (67367)          | 100. Ottwiller (67369)              |
| 101. Petersbach (67370)                  | 102. Pfalzweyer (67373)              | 103. Pfulgriesheim (67375)        | 104. Printzheim (67380)             |
| 105. Puberg (67381)                      | 106. Quatzenheim (67382)             | 107. Ratzwiller (67385)           | 108. Rauwiller (67386)              |
| 109. Reinhardsmunster (67391)            | 110. Reipertswiller (67392)          | 111. Reutenbourg (67395)          | 112. Rexingen (67396)               |
| 113. Rimsdorf (67401)                    | 114. Ringendorf (67403)              | 115. Rohr (67406)                 | 116. Rosteig (67413)                |
| 117. Saessolsheim (67423)                | 118. Saint-Jean-Saverne (67425)      | 119. Sarre-Union (67434)          | 120. Sarrewerden (67435)            |
| 121. Saverne (67437)                     | 122. Schalkendorf (67441)            | 123. Scherlenheim (67444)         | 124. Schillersdorf (67446)          |
| 125. Schnersheim (67452)                 | 126. Schœnbourg (67454)              | 127. Schopperten (67456)          | 128. Schwenheim (67459)             |
| 129. Schwindratzheim (67460)             | 130. Siewiller (67467)               | 131. Siltzheim (67468)            | 132. Sommerau (67004)               |
| 133. Sparsbach (67475)                   | 134. Steinbourg (67478)              | 135. Struth (67483)               | 136. Stutzheim-Offenheim (67485)    |
| 137. Thal-Drulingen (67488)              | 138. Thal-Marmoutier (67489)         | 139. Tieffenbach (67491)          | 140. Truchtersheim (67495)          |
| 141. Uttwiller (67503)                   | 142. Vœllerdingen (67508)            | 143. Volksberg (67509)            | 144. Waldhambach (67514)            |
| 145. Waldolwisheim (67515)               | 146. Waltenheim-sur-Zorn (67516)     | 147. Weinbourg (67521)            | 148. Weislingen (67522)             |
| 149. Weiterswiller (67524)               | 150. Westhouse-Marmoutier (67527)    | 151. Weyer (67528)                | 152. Wickersheim-Wilshausen (67530) |
| 153. Willgottheim (67532)                | 154. Wilwisheim (67534)              | 155. Wimmenau (67535)             | 156. Wingen-sur-Moder (67538)       |
| 157. Wingersheim les Quatre Bans (67539) | 158. Wintzenheim-Kochersberg (67542) | 159. Wiwersheim (67548)           | 160. Wolfskirchen (67552)           |
| 161. Wolschheim (67553)                  | 162. Zittersheim (67559)             |                                   |                                     |

## Ehemalige Gemeinden seit 2015
bis 2018:
Ringeldorf
bis 2017:
Geiswiller, Zœbersdorf
bis 2016:
Schaffhouse-sur-Zorn
bis 2015:
Allenwiller, Birkenwald, Gingsheim, Hohatzenheim, Mittelhausen, Pfettisheim, Salenthal, Singrist, Wingersheim